# Misericordiae vultus
A Misericordiae vultus (Az irgalmasság arca) kezdetű pápai bullában hirdette ki hivatalosan Ferenc pápa az irgalmasság rendkívüli szentéve megtartását.
A bullát 2015. április 11-én, az isteni irgalmasság vasárnapja előestéjének első vesperásán tette közzé a pápa, amikor egy-egy példányát átadta a római katolikus egyház képviselőinek, akik a világ különböző részeiből érkeztek.
A bullában Ferenc pápa részletezi a jubileumi év meghirdetésének indokait, és megadja azokat a legfontosabb irányvonalakat, amelyeket követve a hívek megélhetik a szentévet.
A dokumentum három részre tagolódik: az elsőben az egyházfő részletesen kifejti az irgalmasság fogalmát, a másodikban a szentév megünneplésének gyakorlati módjaira tesz javaslatot, míg a harmadik rész felhívásokat tartalmaz a világ részére. A bulla Szűz Máriához intézett imával zárul, aki Isten irgalmasságának tanúja.

## Első rész: Az irgalmasság fogalma
A bulla bevezetőjében Ferenc pápa kiemeli, hogy a szentév december 8-i elkezdését két ok is alátámasztja: először is ekkor van Mária szeplőtelen fogantatásának ünnepe, másrészt ez a nap a II. vatikáni zsinat zárónapja. Ezen a napon megnyitják a Szent Péter-bazilika szent kapuját (Porta Santa), ezt követi december 13-án, advent harmadik vasárnapján a Római egyházmegye székesegyházának, a Lateráni Szent János-bazilika szent kapujának kitárása. Az egyházfő előírja, hogy hasonlóképpen minden részegyházban és a kegyhelyeken is az egész szentév során álljon nyitva egy Irgalmasság Kapuja, hogy az ünnepet helyi szinten is meg lehessen tartani.
A pápa a bullában többféleképpen is meghatározza az irgalmasság fogalmát, hangsúlyozva, hogy az egyáltalán nem „a gyengeség jele, hanem sokkal inkább Isten mindenhatóságának tulajdonsága”.

## Második rész: A szentév megélése
A dokumentum második részében Ferenc pápa útmutatást ad a jubileumi év spirituális teljességének megéléséhez. Azt javasolja, hogy a hívek végezzenek zarándoklatot, ne bíráskodjanak és ne ítélkezzenek, valamint vigyenek vigaszt, irgalmasságot, szolidaritást és figyelmet mindazoknak, akik „a mai világban nélkülöznek és szenvednek”.
Az egyházfő a bullában bejelentette, hogy a szentév nagyböjti időszakában az irgalmasság misszionáriusait indítja el az egész világra, vagyis olyan papokat, akiket „felruház olyan tekintéllyel, miszerint megbocsáthatnak olyan bűnöket is, amelyek alól a feloldozás joga az Apostoli Szentszéknek van fenntartva”.

## Harmadik rész: Felhívások a világ részére
A bulla harmadik részében Ferenc pápa felhívásokat intéz a világ felé:
- Felhívás a bűnszervezetek tagjaihoz: „Saját érdeketekben kérem, hogy változtassatok életeteken!” A pápa felhívja a bűnözők figyelmét arra, hogy a pénz, különösen az erőszakkal szerzett pénz nem boldogít, nem ad sem hatalmat, sem halhatatlanságot.
- Felhívás azokhoz a személyekhez, akik korrupciót követnek el, vagy bűnrészesek benne: „Elérkezett a megfelelő pillanat, hogy megváltoztassátok életeteket!” A pápa kiemeli, hogy a korrupciósúlyos bűn, amely égbe kiált, mert tönkreteszi a személy és a társadalom életének alapjait.
- Felhívás a vallásközi párbeszédre: A pápa azt kívánja, hogy a szentév kedvezzen a kereszténység, a zsidó vallás, az iszlám „és más nemes vallási hagyományok közötti találkozásnak (...) tegye nyitottabbá őket a párbeszédre, kiküszöbölve a bezártság és a megvetés minden formáját, elűzve az erőszak és a diszkrimináció minden formáját”.
- Felhívás az igazságosság és az irgalmasság közötti kapcsolatra: „Nem két, egymással szemben álló aspektusról, hanem egyetlen valóság két dimenziójáról van szó”. A pápa hangsúlyozza, hogy az irgalmasság nem ellentétes az igazságossággal, mert így lehetősége van a bűnösnek, hogy „megbánja bűnét, megtérjen és higgyen”.

## Befejezés
A dokumentum végén Ferenc pápa utal Máriára, az irgalmasság anyjára, aki „tanúskodik arról, hogy Isten Fiának irgalmassága nem ismer határokat és mindenkit elér, senkit nem zár ki”, valamint emlékeztet Szent Fausztina Kowalska nővérre is, aki „arra kapott meghívást, hogy belépjen az isteni irgalmasság mélységébe”.

## Magyarul
- Ferenc pápa Misericordiae vultus kezdetű bullája, mellyel meghirdeti az irgalmasság rendkívüli jubileumát; ford. Diós István; Szt. István Társulat, Budapest, 2015 (Pápai megnyilatkozások)